# Coșuleni, Botoșani
Coșuleni este un sat în comuna Bălușeni din județul Botoșani, Moldova, România.